# Извор (Видинская область)
Извор (болг. Извор) — село в Болгарии. Находится в Видинской области, входит в общину Димово. Население составляет 313 человек.
В селе находится православный монастырь.